# Melanephia inquieta
Melanephia inquieta är en fjärilsart som beskrevs av Walker 1856. Melanephia inquieta ingår i släktet Melanephia och familjen nattflyn. Inga underarter finns listade i Catalogue of Life.